# Happy Time (Happiness專輯)
『Happy Time』是Happiness的首張專輯。2012年6月20日由Universal Music發售。

## 解説
Happiness的首張專輯。分為初回限定盤（CD＋DVD）、通常盤（只有CD）2種形式發售。

## 收錄曲

### CD/DISC-1
1. Bigbang Breakout (instrumental)
（作曲：BOBEE BROTHERS）
2. We Can Fly
（作詞：NaNa★MUSiC　作曲・編曲：UTA）
4th單曲。
東京電視台系『ピラメキーノ』5月度結尾曲
3. 朋友
（作詞：Kiyoshi Matsuo　作曲：Kiyoshi Matsuo, Yoshihiro Toyoshima　編曲：Masestro-T）
2nd單曲。
4. Wish
（作詞：Kanata Okajima　作曲：Ryosuke"Dr.R"Sakai　編曲：UTA）
3rd單曲。
TBS系『COUNT DOWN TV』8月度開頭曲
5. Shining
（作詞：Masaya Wada・Kiyoshi Matsuo　作曲・編曲：Masaya Wada）
6. Spica
（作詞：Kanata Okajima　作曲・編曲：Junichi Hoshino）
7. Kiss Me
（作詞：Kiyoshi Matsuo　作曲：Kiyoshi Matsuo, Yoshihiro Toyoshima　編曲：Masestro-T）
1st單曲。
8. I'm for you
（作詞：Kanata Okajima　作曲・編曲：Junichi Hoshino）
4th單曲的C/W曲。
9. Alive
（作詞：Kanata Nakamura　作曲・編曲：Han Sang Won）
10. Magicな...Love
（作詞：Junji Ishiwatari　作曲・編曲：Shinichi Osawa）
11. Have A Good Time
（作詞：Tomoya Kinoshita　作曲：mitsuyuki miyake・Katsuya Kawazoe　編曲：Takashi Kondo, Yusuke Tanaka）
『関西・南日本エリア AUTOBACS SEVEN カーナビスーパーフェア』CM音樂合作樂曲
12. Body & Soul
（作詞・作曲：Hiromasa Ijichi　編曲：ArmySlick）
SPEED的樂曲。
13. Perfect Smile
（作詞：Kanata Okajima　作曲・編曲：Junichi Hoshino）
14. Happy Talk
（作詞：Kanata Okajima　作曲：Junichi Hoshino　編曲：Takashi Kondo, Yusuke Tanaka）
1st單曲的C/W曲。

### DVD/DISC-2(初回限定盤)
MUSIC VIDEOS
1. Happy Talk
2. Kiss Me
3. フレンズ
4. Wish
5. Really Into You (DJ MAKIDAI feat. Happiness)
6. We Can Fly
7. We Can Fly (Making映像)

## 外部連結
- 官方網站發售告知（页面存档备份，存于）
- Happiness官方網站（页面存档备份，存于）
- UNIVERSAL MUSIC JAPAN Happiness官方網站（页面存档备份，存于）